# Fișa postului
Fișa postului este un document scris care descrie sarcinile generale sau alte atribuții și responsabilități⁠(d) ale unui post. Fișa poate specifica persoana căreia îi raportează funcția, cerințele necesare pentru ocupantul postului, informații despre echipamentele utilizate, condițiile de muncă, cerințele fizice și un interval salarial. Fișa postului este utilizată de angajatori în procesul de recrutare.
Fișa postului este de obicei dezvoltată printr-o analiză care include examinarea sarcinilor și secvențelor de sarcini necesare pentru îndeplinirea postului. Analiza presupune următorii pași:
- colectarea și înregistrarea informațiilor referitoare la post
- verificarea acurateței informațiilor
- redactarea fișei postului pe baza informațiilor
- utilizarea informațiilor pentru a stabili ce abilități, cunoștințe și competențe sunt necesare pentru îndeplinirea postului
- actualizarea informațiilor periodic.

O fișă de post bine scrisă și actualizată este esențială pentru atragerea candidaților calificați, orientarea și instruirea angajaților, stabilirea standardelor de performanță a jobului, dezvoltarea programelor de compensare, evaluarea performanței și stabilirea de obiective legale.

## Caracteristici
Fișa postului poate include:
- relațiile cu alte persoane din organizație
- nivelul de supraveghere
- cerințele manageriale
- relațiile cu alți colegi

Fișa postului nu trebuie să se limiteze la explicarea situației curente sau a muncii care se așteaptă în prezent; aceasta poate include și obiective pentru realizările viitoare, cum ar fi posibilele rute de promovare și condițiile aferente.

## Beneficii
- Oferă claritate privind motivul existenței rolului.
- Îi permite angajatului să înțeleagă așteptările privind performanța.
- Oferă detalii pentru a ajuta candidatul să evalueze dacă este potrivit pentru post.
- Ajută la formularea întrebărilor pentru interviu.
- Permite candidatului să înțeleagă rolul și poziția sa în cadrul organizației.
- Contribuie la formarea unui contract de muncă legal.
- Ajută la stabilirea obiectivelor și țintelor pentru angajat la intrarea în organizație.
- Sprijină evaluarea performanței angajatului.
- Contribuie la formularea planurilor de instruire și dezvoltare.

## Limitări
- Fișele posturilor prea prescriptive pot fi văzute ca un obstacol, în special pentru managerii seniori care ar trebui să aibă libertatea de a iniția și explora noi direcții.
- Pot deveni prea rigide într-o organizație în schimbare rapidă, cum ar fi cele care operează în domeniile tehnologice.
- Modificările din conținutul postului pot face ca fișa să devină învechită.
- Procesul de creare a fișelor posturilor poate să nu fie optim.